# 托米奇溪
托米奇溪（英語：Tomichi Creek）是甘尼森河的一条支流，长约71.8-英里（115.6-），位于科罗拉多州甘尼森縣。